# Reportagefilm 1910'erne
|  | Denne artikel er oprettet af botten Steenthbot ud fra en ekstern database. Den kan derfor have sproglige fejl eller mangler. Denne skabelon kan fjernes efter kontrol af indholdet. |

Reportagefilm 1910'erne er en dokumentariske optagelse fra 1919.

## Handling
Reportageoptagelser fra begivenheder i udlandet:
1) Religiøst optog (Spanien?).
2) Frankrig, Pantin: Begravelse af aviatiker Jules Védrine, som den 21/4 1919 styrtede ned fra 100 meters højde.
3) Tyskland, München: Påskefestligheder med deltagelse af kongefamilien.
4) Tyskland, Traunstein i Bayern: Påskeridt til valfartskirken Ettendorf.
5) Tyskland, Ludwigshafen: Ildebrand i et kornmagasin, som forårsagede skader for 2 mio. mark.
6) Tyskland, Hamburg: Et fransk sejlskib lastet med majs blev antruffet drivende i åben sø af danske dampskibe og bugseret til Hamborg. Besætningen på 45 mand er forsvundet.
7) Tyskland, Karlshorst i Berlin: Væddeløbssæsonen for galopheste åbner 2. påskedag.
8) England, London: Den nye vandreservoir i East-End indvies.
9) Tyskland, Kelheim i Bayern: Landeværnsforeningernes 100 års festfejring i Befrielseshallen.
10) Tyskland, München: Handelsministeriets nye bygning åbnes af Prins Ludwig af Bayern.
11) Italien, Napoli: Napolis indbyggere hylder general Farah.
12) England, Brighton: Voldsomme storme har forrettet skader på kystbyerne Brighton og Bad Worthing.
13) Tyskland, München: Den nyeste mode indenfor selskabskjoler.
14) Frankrig, Paris: Champs-Élysées? (polsk optagelse).
15) Grønland.
16) Folkedans - ikke stedbestemt (fra Glomdalsbruden).
17) U-båd, aeroplaner og skibe.
18) Et havareret lastskib med dansk flag - E. Dalgas